# Zhen'an, Chongqing
Zhen'an (kinesiska: 正安) är ett stadsdelsdistrikt i sydvästra Kina. Det ligger i stadsdistriktet Kaizhou i storstadsområdet Chongqing, omkring 240 kilometer nordost om det centrala stadsdistriktet Yuzhong. Antalet invånare är 15 452. Befolkningen består av 7 742 kvinnor och 7 710 män. Barn under 15 år utgör 27,0 %, vuxna 15-64 år 58 %, och äldre över 65 år 14,0 %.